# 밤하늘

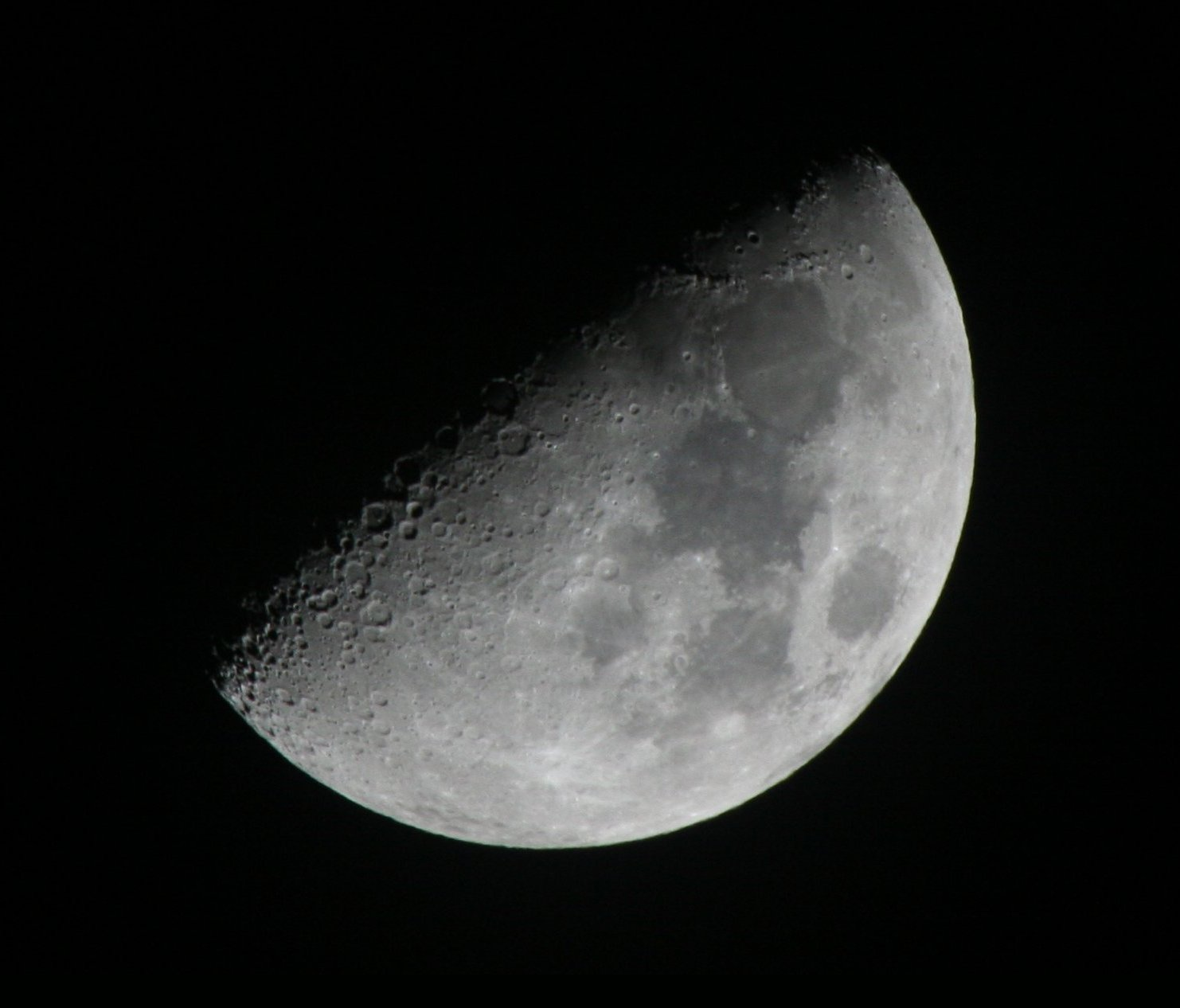
달은 밤하늘에서 가장 일반적으로 볼 수 있는 천체이다.

밤하늘 또는 야천(夜天)은 밤에 보이는 하늘을 이르는 말이다. 일상생활에서도 많이 사용되는 단어이나, 천문학에서 태양이 지고 난 후 깨끗한 밤에 보이는 별과 달, 행성과 같은 천체 관측 상황에서 사용되는 용어이기도 하다.
밤하늘의 자연광원으로는 달빛, 별빛, 그리고 대기광 등이 있으며 시간과 위치에 따라 달라진다. 극지방에서는 오로라 역시 나타나는데, 드물게 태양의 코로나 질량 방출로 인해 높은 수준의 태양풍이 발생하는 경우 오로라가 관측되는 위도가 적도 부근까지 내려오기도 한다.
밤하늘 관측은 고대와 현대 사회에서 중요하게 여겨져왔다. 일례로, 과거의 농부들은 밤하늘의 상태를 기반으로 곡물의 수확 시기를 판단하는데 사용했다. 이외에도 고대의 많은 문화권에서는 하늘의 별을 이어 별자리를 만들고 이것을 신들에 대한 전설과 신화와 연관지어 사용하였다.
과거 천문학에서는 천체의 정렬 등이 지구에서 일어나는 사건에 영향을 주거나 이를 예견한다는 믿음이 있었다. 한편, 밤하늘과 밤하늘에서 보이는 천체에 대한 과학적인 연구는 천문학의 전문성을 발전시켜왔다.
밤하늘에서 볼 수 있는 천체의 가시성은 광공해의 영향을 받는다. 밤하늘의 달은 예부터 자연광의 양을 증가시켜 천체의 관측에 방해가 되었다. 그러나 인공 조명이 등장하면서, 광공해는 밤하늘을 보는 것에 이전보다 더욱 큰 문제를 가져왔다. 조명 장치에 특수 여과 장치와 설비를 사용하여 이러한 문제를 완화할 수 있지만, 눈으로 보는 아마추어나 전문적인 천문학자 모두 도시 지역로부터 멀리 떨어져 있는 곳에서 밤하늘을 관찰하는 것이 광공해를 피해 천체를 연구할 수 있는 가장 좋은 방법이다.

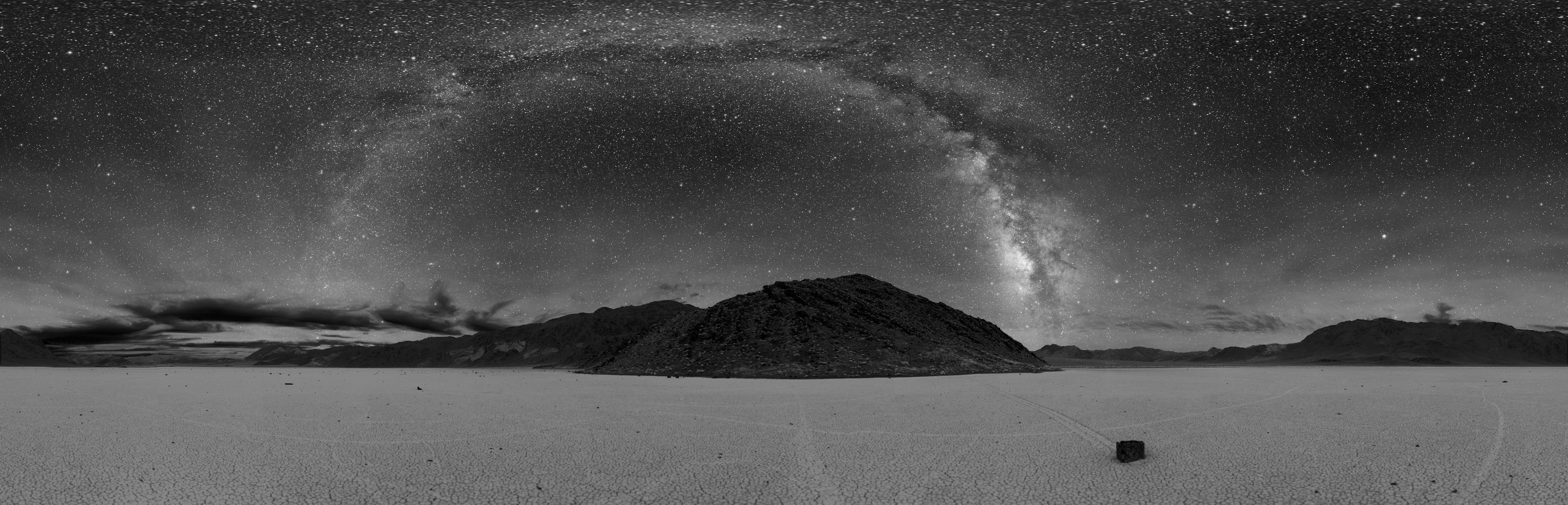
대기가 충분히 깨끗하면 우리 은하의 길게 뻗어 있거나 활형으로 굽어진 형태인 은하수를 육안으로 볼 수 있다. 은하수의 파노라마 그림.

## 같이 보기

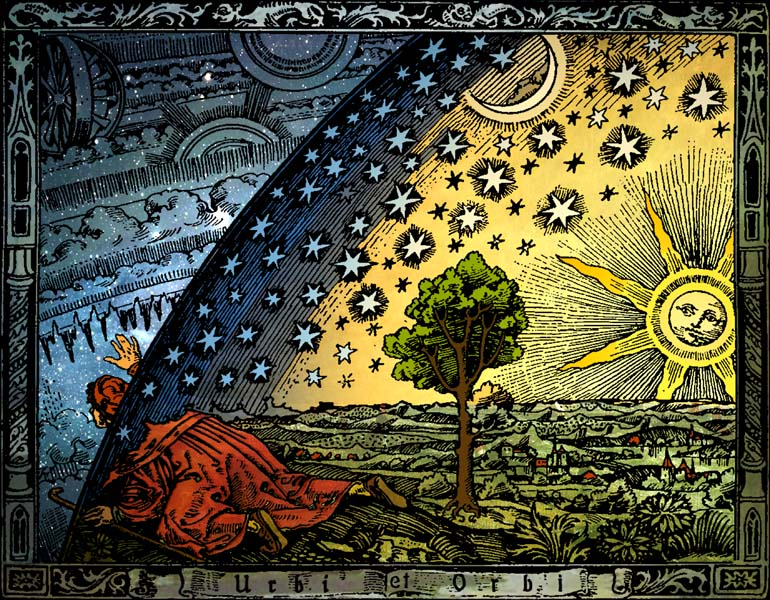
Universum – 목판 C. Flammarion, 파리 1888, 채색 Heikenwaelder Hugo, 비엔나 1998.

- 아마추어 천문학
- 성군
- 점성술
- 천체
- 별자리
- 플라네타리움